# Major League Soccer (2013)
Major League Soccer w roku 2013 był osiemnastym sezonem tych rozgrywek. Po raz drugi w historii mistrzem MLS został klub Sporting Kansas City, natomiast wicemistrzem Real Salt Lake.

## Sezon zasadniczy

### Konferencja Wschodnia
| #   | Drużyna                | M  | Z  | R  | P  | Bramki | Punkty | Uwagi                                                       |
| --- | ---------------------- | -- | -- | -- | -- | ------ | ------ | ----------------------------------------------------------- |
| 1.  | New York Red Bulls     | 34 | 17 | 8  | 9  | 58:41  | 59     | Play Off - Ćwierćfinał & Liga Mistrzów CONCACAF (2014/2015) |
| 2.  | Sporting Kansas City   | 34 | 17 | 7  | 10 | 47:30  | 58     | Play Off - Ćwierćfinał                                      |
| 3.  | New England Revolution | 34 | 14 | 9  | 11 | 49:38  | 51     | Play Off - Ćwierćfinał                                      |
| 4.  | Houston Dynamo         | 34 | 14 | 9  | 11 | 41:41  | 51     | Play Off - 1/8 finału                                       |
| 5.  | Montreal Impact        | 34 | 14 | 7  | 13 | 50:49  | 49     | Play Off - 1/8 finału                                       |
| 6.  | Chicago Fire           | 34 | 14 | 7  | 13 | 47:52  | 49     |                                                             |
| 7.  | Philadelphia Union     | 34 | 12 | 10 | 12 | 42:44  | 46     |                                                             |
| 8.  | Columbus Crew          | 34 | 12 | 5  | 17 | 42:46  | 41     |                                                             |
| 9.  | Toronto FC             | 34 | 6  | 11 | 17 | 30:47  | 29     |                                                             |
| 10. | D.C. United            | 34 | 3  | 7  | 24 | 22:59  | 16     |                                                             |

### Konferencja Zachodnia
| #  | Drużyna                | M  | Z  | R  | P  | Bramki | Punkty | Uwagi                                                       |
| -- | ---------------------- | -- | -- | -- | -- | ------ | ------ | ----------------------------------------------------------- |
| 1. | Portland Timbers       | 34 | 14 | 15 | 5  | 54:33  | 57     | Play Off - Ćwierćfinał & Liga Mistrzów CONCACAF (2014/2015) |
| 2. | Real Salt Lake         | 34 | 16 | 8  | 10 | 57:41  | 56     | Play Off - Ćwierćfinał                                      |
| 3. | Los Angeles Galaxy     | 34 | 15 | 8  | 11 | 53:38  | 53     | Play Off - Ćwierćfinał                                      |
| 4. | Seattle Sounders FC    | 34 | 15 | 7  | 12 | 42:42  | 52     | Play Off - 1/8 finału                                       |
| 5. | Colorado Rapids        | 34 | 14 | 9  | 11 | 45:38  | 51     | Play Off - 1/8 finału                                       |
| 6. | San Jose Earthquakes   | 34 | 14 | 9  | 11 | 35:42  | 51     |                                                             |
| 7. | Vancouver Whitecaps FC | 34 | 13 | 9  | 12 | 53:45  | 48     |                                                             |
| 8. | FC Dallas              | 34 | 11 | 11 | 12 | 48:52  | 44     |                                                             |
| 9. | Chivas USA             | 34 | 6  | 8  | 20 | 30:67  | 26     |                                                             |

Aktualne na 9 kwietnia 2018. Źródło:
Zasady ustalania kolejności: 1. liczba zdobytych punktów; 2. różnica zdobytych bramek; 3. większa liczba zdobytych bramek.

## Play off
Ćwierćfinale i półfinale rozgrywano dwumecze, nie obowiązywała zasada bramek na wyjeździe. 1/8 finału i finał rozgrywano w formie pojedynczego meczu. Gdy rywalizacja w dwumeczu ćwierćfinałowym oraz półfinału jak i w meczach 1/8 finału oraz finałowym był remis, rozgrywano dogrywkę 2 x 15 minut.

### 1/8 finału
| 131 października 2013 | Houston Dynamo                              | 3:0   | Montreal Impact                                               |                                                                          |
| 19:30 CDT             | Will Bruin 16', 72' · Boniek García 27' (k) | (2:0) |                                                               | BBVA Compass Stadium, Houston, Teksas Widzów: 10 476 Sędzia: Mark Geiger |
| 19:30 CDT             | Corey Ashe 89'                              | (2:0) | 35', 70' Nelson Rivas · 89' Marco Di Vaio · 89' Andrés Romero | BBVA Compass Stadium, Houston, Teksas Widzów: 10 476 Sędzia: Mark Geiger |

| 230 października 2013 | Seattle Sounders                                             | 2:0   | Colorado Rapids                                                            |                                                                               |
| 19:30 PDT             | Brad Evans 28' · Eddie Johnson 90+3'                         | (1:0) |                                                                            | CenturyLink Field, Seattle, Waszyngton Widzów: 32 204 Sędzia: Silviu Petrescu |
| 19:30 PDT             | Lamar Neagle 78' · Michael Gspurning 85' · Eddie Johnson 89' | (1:0) | 23' Hendry Thomas · 45+1' Atiba Harris · 53' Clint Irwin · 79' Germán Mera | CenturyLink Field, Seattle, Waszyngton Widzów: 32 204 Sędzia: Silviu Petrescu |

### Ćwierćfinał

#### Para nr 1
| 12 listopada 2013 | New England Revolution                                                       | 2:1   | Sporting Kansas City                                      |                                                                                  |
| 20:00 EDT         | Andy Dorman 55' · Kelyn Rowe 67'                                             | (0:0) | 69' Aurélien Collin                                       | Gillette Stadium, Foxborough, Massachusetts Widzów: 15 164 Sędzia: Ismail Elfath |
| 20:00 EDT         | Dimitry Imbongo 69' · Lee Nguyen 84' · A. J. Soares 89' · Chad Barrett 90+2' | (0:0) | 53' Seth Sinovic · 72' Teal Bunbury · 76' Aurélien Collin | Gillette Stadium, Foxborough, Massachusetts Widzów: 15 164 Sędzia: Ismail Elfath |

| 26 listopada 2013 | Sporting Kansas City                                         | 3:1 (pd.)  | New England Revolution                  |                                                                       |
| 20:00 CST         | Aurélien Collin 41' · Seth Sinovic 79' · Claudio Bieler 113' | (1:0, 2:1) | 70' Dimitry Imbongo                     | Sporting Park, Kansas City, Kansas Widzów: 19 031 Sędzia: Mark Geiger |
| 20:00 CST         | Chance Myers 19'                                             | (1:0, 2:1) | 19' Darrius Barnes · 88' Scott Caldwell | Sporting Park, Kansas City, Kansas Widzów: 19 031 Sędzia: Mark Geiger |

Dwumecz wygrało Sporting Kansas City wynikiem 4:3.

#### Para nr 2
| 12 listopada 2013 | Seattle Sounders   | 1:2   | Portland Timbers                        |                                                                                |
| 19:00 PDT         | Osvaldo Alonso 90' | (0:1) | 15' Ryan Johnson · 67' Darlington Nagbe | CenturyLink Field, Seattle, Waszyngton Widzów: 38 507 Sędzia: Baldomero Toledo |
| 19:00 PDT         | Lamar Neagle 47'   | (0:1) | 44' Rodney Wallace · 84' Ben Zemanski   | CenturyLink Field, Seattle, Waszyngton Widzów: 38 507 Sędzia: Baldomero Toledo |

| 27 listopada 2013 | Portland Timbers                                            | 3:2   | Seattle Sounders                       |                                                                         |
| 20:00 PST         | Will Johnson 29' (k) · Diego Valeri 44' · Mamadou Danso 47' | (2:0) | 74' DeAndre Yedlin · 76' Eddie Johnson | Jeld-Wen Field, Portland, Oregon Widzów: 20 674 Sędzia: Hilario Grajeda |
| 20:00 PST         | Pa Modou Kah 26' · Diego Chará 53'                          | (2:0) | 40' Marc Burch · 49' Clint Dempsey     | Jeld-Wen Field, Portland, Oregon Widzów: 20 674 Sędzia: Hilario Grajeda |

Dwumecz wygrało Portland Timbers wynikiem 5:3.

#### Para nr 3
| 13 listopada 2013 | Houston Dynamo                          | 2:2   | New York Red Bulls                                                                                 |                                                                              |
| 15:30 EST         | Ricardo Clark 51' · Omar Cummings 90+2' | (0:2) | 22' Tim Cahill · 32' Eric Alexander                                                                | BBVA Compass Stadium, Houston, Teksas Widzów: 20 626 Sędzia: Ricardo Salazar |
| 15:30 EST         | Boniek García 62'                       | (0:2) | 36' Jonny Steele · 54' Thierry Henry · 65' Jámison Olave · 84' David Carney · 84' Brandon Barklage | BBVA Compass Stadium, Houston, Teksas Widzów: 20 626 Sędzia: Ricardo Salazar |

| 26 listopada 2013 | New York Red Bulls          | 1:2 (pd.)  | Houston Dynamo                      |                                                                             |
| 20:30 EST         | Bradley Wright-Phillips 23' | (1:1, 1:1) | 36' Brad Davis · 104' Omar Cummings | Red Bull Arena, Harrison, New Jersey Widzów: 22 264 Sędzia: Silviu Petrescu |
| 20:30 EST         | Brandon Barklage 25'        | (1:1, 1:1) | 93' Corey Ashe                      | Red Bull Arena, Harrison, New Jersey Widzów: 22 264 Sędzia: Silviu Petrescu |

Dwumecz wygrało Houston Dynamo wynikiem 4:3.

#### Para nr 4
| 27 listopada 2013 | Real Salt Lake                               | 2:0 (pd.)  | Los Angeles Galaxy |                                                                                 |
| 19:00 MST         | Sebastián Velásquez 35' · Chris Schuler 102' | (1:0, 1:0) |                    | Rio Tinto Stadium, Salt Lake City, Utah Widzów: 19 042 Sędzia: Baldomero Toledo |
| 19:00 MST         | Álvaro Saborío 69' · Khari Stephenson 97'    | (1:0, 1:0) |                    | Rio Tinto Stadium, Salt Lake City, Utah Widzów: 19 042 Sędzia: Baldomero Toledo |

Dwumecz wygrało Real Salt Lake wynikiem 2:1.

### Półfinał

#### Para nr 1
| 19 listopada 2013 | Houston Dynamo | 0:0 | Sporting Kansas City |                                                                          |
| 13:30 CST         |                |     |                      | BBVA Compass Stadium, Houston, Teksas Widzów: 22 107 Sędzia: Kevin Stott |

| 223 listopada 2013 | Sporting Kansas City                 | 2:1   | Houston Dynamo   |                                                                            |
| 18:30 CST          | C.J. Sapong 14' · Dom Dwyer 63'      | (1:1) | 3' Boniek García | Sporting Park, Kansas City, Kansas Widzów: 21 650 Sędzia: Baldomero Toledo |
| 18:30 CST          | 37' Boniek García · 85' Eric Brunner | (1:1) |                  | Sporting Park, Kansas City, Kansas Widzów: 21 650 Sędzia: Baldomero Toledo |

Dwumecz wygrało Sporting Kansas City wynikiem 2:1.

#### Para nr 2
| 110 listopada 2013 | Real Salt Lake                                                                   | 4:2   | Portland Timbers                            |                                                                                   |
| 19:00 MST          | Chris Schuler 35' · Robbie Findley 41' · Devon Sandoval 48' · Javier Morales 82' | (2:1) | 14' Will Johnson · 90+4' Frédéric Piquionne | Rio Tinto Stadium, Salt Lake City, Utah Widzów: 17 333 Sędzia: Armando Villarreal |
| 19:00 MST          | 90' José Adolfo Valencia                                                         | (2:1) |                                             | Rio Tinto Stadium, Salt Lake City, Utah Widzów: 17 333 Sędzia: Armando Villarreal |

| 224 listopada 2013 | Portland Timbers | 0:1   | Real Salt Lake                      |                                                                     |
| 18:00 PST          |                  | (0:1) | 29' Robbie Findley                  | Jeld-Wen Field, Portland, Oregon Widzów: 20 674 Sędzia: Mark Geiger |
| 18:00 PST          | Pa Modou Kah 85' | (0:1) | 7' Lovel Palmer · 55' Chris Schuler | Jeld-Wen Field, Portland, Oregon Widzów: 20 674 Sędzia: Mark Geiger |

Dwumecz wygrało Real Salt Lake wynikiem 5:2.

### Finał
| 7 grudnia 2013 | Sporting Kansas City | 1:1 k. 7:6              | Real Salt Lake |                                                                           |
| 15:00 CST      | Aurélien Collin 76' | (0:0, 1:1, 1:1, k. 7:6) | 52' Álvaro Saborío | Sporting Park, Kansas City, Kansas Widzów: 21 650 Sędzia: Hilario Grajeda |
| 15:00 CST      | Aurélien Collin 35' · Benny Feilhaber 103' | (0:0, 1:1, 1:1, k. 7:6) | 24' Chris Wingert · 44' Álvaro Saborío · 100' Kyle Beckerman | Sporting Park, Kansas City, Kansas Widzów: 21 650 Sędzia: Hilario Grajeda |
| 15:00 CST      | · Claudio Bieler · Paulo Nagamura · Matt Besler · Benny Feilhaber · Graham Zusi · Seth Sinovic · C.J. Sapong · Lawrence Olum · Chance Myers · Aurélien Collin | Rzuty karne             | · Álvaro Saborío · Ned Grabavoy · Kyle Beckerman · Joao Plata · Javier Morales · Chris Schuler · Tony Beltran · Sebastián Velásquez · Nat Borchers · Lovel Palmer | Sporting Park, Kansas City, Kansas Widzów: 21 650 Sędzia: Hilario Grajeda |